# Dragočaj (Banja Luka)
Pour les articles homonymes, voir Dragočaj.
Dragočaj (en serbe cyrillique : Драгочај) est une localité de Bosnie-Herzégovine. Elle est située sur le territoire de la ville de Banja Luka, dans la république serbe de Bosnie. Selon les premiers résultats du recensement bosnien de 2013, elle compte 2 474 habitants.

## Géographie

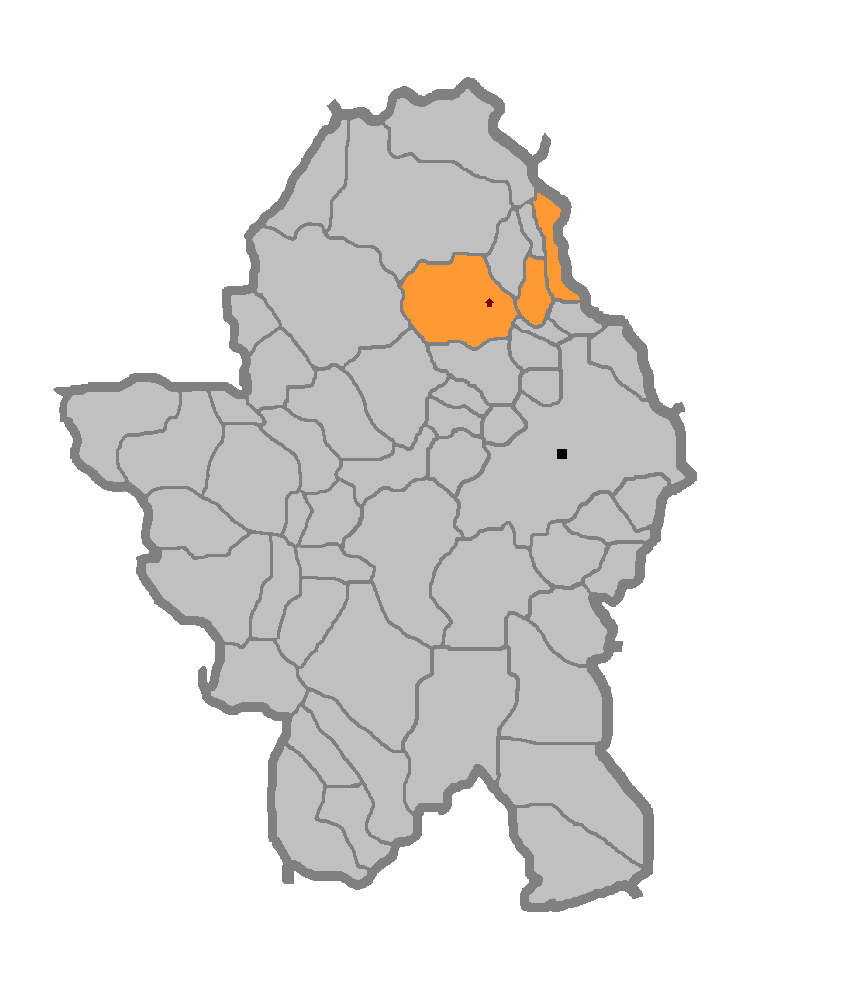
Localisation de la communauté locale de Dragočaj dans la ville de Banja Luka.

Le village est situé sur les bords de la rivière Dragočaj, un affluent de l'Ivaštanka.

## Démographie

### Évolution historique de la population dans la localité
| 1948 | 1953 | 1961  | 1971  | 1981  | 1991  | 2013  |
| ---- | ---- | ----- | ----- | ----- | ----- | ----- |
| -    | -    | 2 836 | 2 728 | 2 553 | 2 578 | 2 474 |

|  |

### Communauté locale
En 1991, la communauté locale de Dragočaj comptait 4 309 habitants, répartis de la manière suivante :